# Jay Davies
Jay Andrew John Raymond Davies là một cầu thủ bóng đá người Anh thi đấu cho Biggleswade Town ở vị trí tiền vệ.